# The Fox (What Does the Fox Say?)
Singles de Ylvis
Jan Egeland
(2012) Someone Like Me
(2013)
The Fox (What Does the Fox Say?) est une chanson dance et une vidéo virale du duo humoristique norvégien Ylvis. La vidéo a été postée sur YouTube le 3 septembre 2013 et a été vue plus d'1 millard de fois depuis le 13 octobre. Ce morceau a été comparé au tube K-pop Gangnam Style. Jusqu'à présent, The Fox se positionne à la 6e place du classement Billboard Hot 100, faisant du titre la chanson la plus hautement classée d'un artiste norvégien sur Billboard depuis le single numéro un des A-ha, Take on Me en 1985.
La chanson est sortie en tant que single sur iTunes en Norvège le 2 septembre 2013, puis aux États-Unis le 9 septembre. Cependant, elle est restée indisponible pendant une semaine en raison d'allégations de violation du droit d'auteur par un tiers. Elle a finalement été disponible sur iTunes aux États-Unis le 16 septembre et s'est positionnée à la 9e place du Top 10 des chansons de l'iTunes Store la semaine suivante. Aucun album incluant la chanson n'est prévu d'être publié pour le moment.

## Performance dans les hit-parades
| Classement (2013)                       | Meilleure position |
| --------------------------------------- | ------------------ |
| Australie (ARIA)                        | 9                  |
| Autriche (Ö3 Austria Top 40)            | 21                 |
| Belgique (Flandre Ultratip 100)         | 38                 |
| Corée du Sud (Gaon International Chart) | 1                  |
| Danemark (Tracklisten)                  | 9                  |
| États-Unis (Hot 100)                    | 6                  |
| Finlande (Suomen virallinen lista)      | 2                  |
| Allemagne (Media Control AG)            | 38                 |
| Nouvelle-Zélande (RMNZ)                 | 4                  |
| Norvège (VG-lista)                      | 1                  |
| Écosse (OCC)                            | 22                 |
| Suède (Sverigetopplistan)               | 3                  |
| Suisse (Schweizer Hitparade)            | 45                 |
| France (SNEP)                           | 135                |